# Незваный
«Незваный» (англ. Uninvited) — американский научно-фантастический фильм ужасов 1988 года, снятый режиссёром Грейдоном Кларком по собственному сценарию. Основное действие фильма происходит на океанской яхте, принадлежащей преступнику и миллионеру, который направляется на Каймановы острова, где хранятся его деньги. Экипаж и пассажиров терроризирует неосмотрительно взятая на борт пассажиркой кошка-мутант.

## Сюжет
Подопытная кошка сбегает из секретной лаборатории генетических исследований, убив руководителя проекта и нескольких охранников. Выясняется, что в результате преступных опытов в её организме вырос кровожадный мутант, способный убивать намного более крупную добычу. Чисто внешне кошечка довольно мила и способна привязываться к тем, кто о ней заботится, однако выказывает агрессию по отношению ко всем, кто нарушает её покой. При этом складывается впечатление, что спрятанный в теле животного монстр действует вполне осознанно и обладает интеллектом.
Буквально на следующий день после побега зверёк устанавливает контакт с безобидным владельцем старенького грузовичка, которого на её глазах безжалостно грабит и убивает уличный бандит-амбал. Стремительно вскочив в захваченную преступниками машину, кошка жестоко расправляется с угонщиками, вызвав смертельную аварию.
Тем временем миллионер с Уолл-стрит Уолтер Грэм, вместе со своим помощником Майком Харви, готовят свою роскошную яхту к путешествию на Каймановы острова. Любвеобильный мошенник и аферист, Грэм легко заводит знакомство с первыми попавшимися красотками, поэтому, встретив в прибрежной гостинице смазливых провинциалок Сьюзан и Бобби, запросто приглашает их на яхту вместе с их друзьями-студентами. Расправившись на судне с местным шантажистом, Грэм и Харви ловко избавляются от тела, однако привлекают к себе внимание полиции, из-за чего к яхте приближается патрульный катер. Поэтому, когда девушки со своими бойфрендами Мартином, Кори и Лансом оказываются на её борту, злоумышленникам не остаётся ничего другого, как прихватить последних с собой в качестве бесплатной рабочей силы.
Помимо них, на судне отплывают молодая капитанша Рэйчел, которой Грэм обещал передать после вояжа яхту в качестве приза, а также друг Уолтера Альберт, безобидный выпивоха и недотёпа. Невзирая на протесты Уолтера, Сьюзан приносит на яхту кошку, которую накануне подобрала на берегу. После того, как яхта отчаливает, пассажиры устраивают вечеринку, во время которой пьяный Альберт выходит на палубу освежиться, но недовольное его выходками животное тяжело его ранит, заставив выброситься за борт. Лишь на следующий день команда узнаёт о пропаже Альберта, посчитав его смерть случайной. Но Мартин, любознательный биолог, берёт на месте гибели образец крови, и, используя вместо микроскопа секстант, отмечает, что количество клеток в крови является аномально высоким, в силу чего она не может принадлежать земному организму.
Потерявший контроль над собой Уолтер покушается на честь Бобби, и Ланс пытается остановить его, но в драку вмешивается Майк, ранивший юношу в плечо. Внезапно появившаяся кошка становится новой мишенью для разъяренного Майка, но, раздражённая неудачным выстрелом, перегрызает ему ахиллово сухожилие, нанеся смертельную рану, после чего скрывается. Майк умирает в мучениях, и становится ясно, что укусы животного ядовиты.
Рэйчел и Сьюзан пытаются вызвать по рации помощь, но преследуемый полицией Уолтер уничтожает все средства связи, намереваясь достичь Каймановых островов любой ценой. Вскоре кошка откусывает на палубе два пальца Лансу, и студент, заметив на своей руке мутации, совершает самоубийство, бросившись в море. Попытавшаяся спасти его Бобби также погибает в волнах.
Кори помещает в машинное отделение несколько кусочков отравленной пищи для кошки, но когда он пытается в неё выстрелить, вызывает вместо этого взрыв паров, стоивший ему жизни. Двигатель яхты останавливается, и Рэйчел безуспешно пытается его починить. Кошка проникает в кладовую с едой, заражая её своим ядом, в результате чего Рэйчел и Мартин вынуждены запереть запасы, выдавая их оставшимся в живых маленькими порциями. Сьюзан считает, что они укрывают еду для себя, и, завладев ключом, вдоволь наедается продуктами, получив смертельное отравление.
Начинается шторм, и получившая пробоину яхта начинает тонуть. Уолтер, Рэйчел и Мартин эвакуируются на одной из спасательных шлюпок, однако жадный Уолтер возвращается за своими кейсами с деньгами и гибнет от зубов вылезшего из тела умершей кошки монстра. Последнему удаётся спрыгнуть в воду, после чего он яростно атакует лодку с Рэйчел и Мартином. Беглецы перекладывают деньги в вещевой мешок, бросив в чудовище пустой металлический кейс, который последнее использует в качестве спасательного плота, но вскоре, к счастью для пассажиров шлюпки, исчезает в море.
Добравшись до ближайшего карибского острова, Рэйчел и Мартин сообщают о катастрофе местным властям и береговой охране, благоразумно умолчав о кошке, поскольку располагают теперь солидным капиталом и могут начать новую жизнь. Тем временем добравшийся вслед за ними до берега монстр вселяется в новую кошку, которую, не подозревая об опасности, подбирает на пляже маленький мальчик…

## В ролях
- Джордж Кеннеди — Майк Харви
- Алекс Корд — Уолтер Грэм
- Клу Гулагер — Альберт
- Тони Хадсон — Рэйчел
- Шэри Шаттак — Сьюзан
- Клер Кэри — Бобби
- Бо Дреманн — Ланс
- Роб Эстес — Кори
- Эрик Ларсон — Мартин
- Майкл Холден — Дэрил Перкинс
- Остин Стокер — офицер береговой охраны